# Maskinfabriken Rex

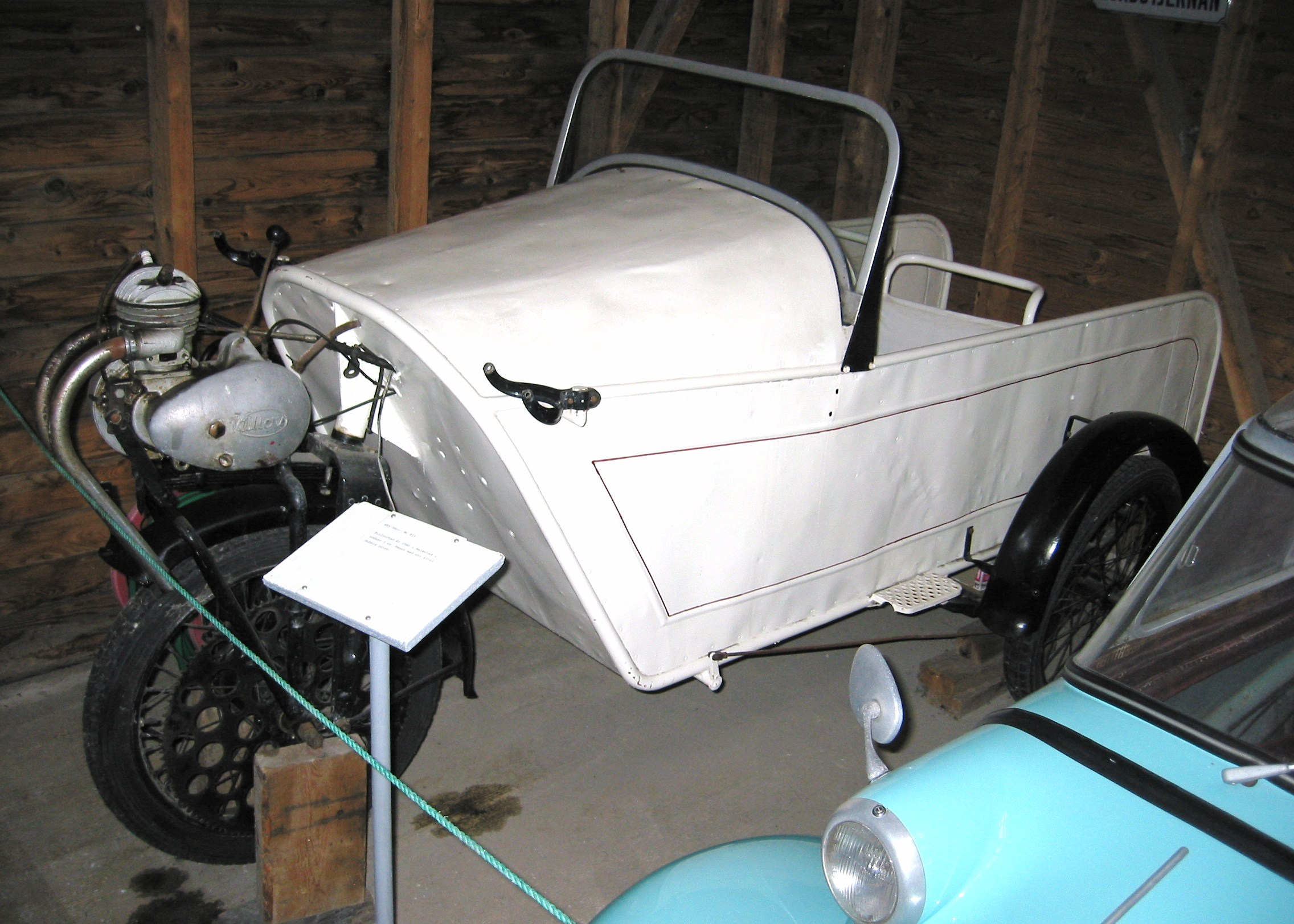
Rex von 1940

Rex ist ein ehemaliger schwedischer Hersteller von Automobilen.

## Unternehmensgeschichte
Das Unternehmen AB Maskinfabriken Rex aus Halmstad wurde 1896 von Axel Nilsson gegründet und produzierte seither Fahrräder, Mopeds und Motorräder. Die Motoren wurden von Zündapp, Villiers und Victoria importiert.
1940 begann die Produktion von Automobilen, die 1946 eingestellt wurde. Während des Zweiten Weltkriegs wurden auch Elektrofahrräder hergestellt, damals eine Notlösung, da kriegsbedingt keine Verbrennungsmotoren mehr importiert werden konnten.
Nach dem Krieg wurden wieder hauptsächlich Fahrräder gefertigt.  Die seither unter der Marke REX vertriebenen Mopeds wurden in Österreich von KTM gefertigt und für REX gelabelt. 1959 kam das erste Faltrad hinzu und 1978 wurde das Programm mit Kindersitzen erweitert. 1997 wurde die Fertigung von E-Bikes wieder aufgenommen und seit 2004 die Herstellung von Fahrrädern mit Alurahmen nach Taiwan verlagert.

## Fahrzeuge
Es wurden kleine Dreiräder hergestellt, bei denen sich das einzelne Rad vorne befand. Anfangs erfolgte der Antrieb auf das Vorderrad, später auf das rechte Hinterrad. Für den Antrieb sorgte ein Elektromotor. Es gab die Karosserieformen offener Einsitzer mit Ladefläche und Zweisitzer. Auch ein Motorrad mit Elektroantrieb wurde angeboten. 1944 betrug der Preis für EL-Transport mit Hinterradantrieb KR 2.115.- ab Fabrik. Das Rex EL-Motorrad kostete KR 1225.-
Vom 9. Juni 1941 bis 9. November 1946 wurden lediglich 275 Dreiräder hergestellt, von denen heute weniger als 10 Fahrzeuge museal erhalten sind.
Fahrzeuge dieser Marke sind im Teknik på farfars tid in Helsingborg und im Gotlands Veteranbilmuseum in Vibble zu besichtigen.